# Знаёмски, Роберт
Роберт Марек Знаёмски (польск. Robert Marek Znajomski; 1 января 1968, Хрубешув, Польша — 7 января 2021, Ленчна, Польша ) — польский художник, график, просветитель и создатель мейл-арт .

## Биография
Получил образование в Высшей школе им. Тадеуша Костюшко и Лицее Бартоша Гловацки в Томашуве Любельском. Выпускник факультета искусств Университета Марии Складовской-Кюри в Люблине. Роберт Знаёмски занимался созданием произведений в области живописи, графики, фотографии, мейл-арта и экслибриса. Он был организатором множества личных выставок и участником более чем 500 совместных выставок и художественных проектов как в Польше, так и по всему миру. Его работы посвящены широкому осмыслению природы и ею трансформации через геометрические формы и абстракции. Лейтмотивом в его рисунке проходит человек и объект.
Роберт Знаёмски был членом Польской ассоциации учителей искусств, ассоциации Metal Explorers ZŁOM and IUOMA в г. Лодзь. Он также был вице-президентом Ассоциации Творцов Культуры в г. Ленчна и преподавателем искусства в начальной школе. Его работы часто используются в журнале “Nestor”, который издаётся в г. Красныстав и посвящён искусству.
Роберт Знаёмски умер от осложнений после заболевания COVID-19

## Работы в музеях
- Миниатюры в коллекции Музея профессионального миниатюрного искусства Генрик Ян Доминяк в Тыхах[5]
- Музей бумажных работ - Душники-Здруй[6]
- БВА Замосць[7]
- Фонд изящных искусств - Лодзь[7]